# 세체
세체(이탈리아어: Sezze)는 이탈리아 라치오주 라티나도에 위치한 코무네다. 로마로부터 남쪽으로 65km 거리에 있다. 이 지역은 로마 시대 이래로 날씨가 좋은 곳으로 잘 알려져 있다.

## 역사
전설에 따르면 이 도시는 헤라클레스가 라치오 남부에 살던 식인 거인종들인 라이스트리곤인들에게 승리를 거둔 뒤에 건설한 것으로 알려져 있다. 그래서 도시의 문장에는 헤라클레스가 첫번째 과업에서 무찌른 네메아의 사자가 그려져 있다.

## 자매 도시
- 헝가리 코자르미슐레니